# Liste des conférenciers des congrès européens de mathématiques
Sont répertoriés ici les conférenciers invités aux Congrès européen de mathématiques. L'invitation est un honneur particulier et reflète, avec les conférences plénières et les conférences des lauréats du prix de la Société mathématique européenne, les progrès dans le domaine des mathématiques en Europe durant les dernières années, du point de vue des organisateurs de la société mathématique européenne. 
Pour la liste des orateurs des conférences plénières, voir la liste des conférences plénières des congrès européens de mathématiques. 

## 1992 Paris
Zofia Adamowicz, Anders Björner, Borislaw Bojanow (de), Jean-Michel Bony, Richard Borcherds, Jean Bourgain, Fabrizio Catanese, Christopher Deninger, Stamatis Dostoglou, Dietmar Salamon, Darrell Duffie, Jürg Fröhlich, Mariano Giaquinta, Ursula Hamenstädt, Maxime Kontsevitch,  Sergei B. Kuksin (en), Miklós Laczkovich, Jean-François Le Gall, Ib Madsen, Alexander Merkurjev, Jan Nekovář, Yurii A. Neretin (de), Martin Nowak (en), Ragni Piene, Alfio Quarteroni, Alexander Schrijver, Bernard Silverman (en), Volker Strassen, Pekka Tukia (en), Claude Viterbo, Dan Voiculescu, Mariusz Wodzicki (en), Don Zagier

## 1996 Budapest
Noga Alon, Luigi Ambrosio, Kari Astala, Riccardo Benedetti, Christine Bessenrodt (en), Fabrice Bethuel, Petter Bjørstad, Erwin Bolthausen, Jean Bricmont, Antti Kupiainen, Dmitri Burago, Ulrich Dierkes, Lucia Caporaso, Ivan Dynnikov, Håkan Eliasson, Timothy Gowers, Håkan Hedenmalm (en), Annette Huber, Jerzy Kaczorowski, János Kollár, Dmitri Kramkov, Albert Chiriaev, Christine Lescop, Roswitha dans Mars (Université Humboldt de Berlin), Jiří Matoušek, Dusa McDuff, Alexander Merkurjev, Vitali Milman, Stefan Müller, Tomasz Nowicki, Enzo Olivieri, Elisabetta Scoppola, Wladimir Petrowitsch Platonow, Leonid Polterovich, Jürgen Pöschel (de), László Pyber (en), Nándor Simányi, Jan Philip Solovej (en), András Stipsicz, Gábor Tardos, Jean-Pierre Tignol, Alexander Petrovich Veselov, Enrique Zuazua

## 2000 Barcelone
Rudolf Ahlswede, Volker Bach, Viviane Baladi, Joaquim Bruna, Nicolas Burq, Xavier Cabré, Peter Cameron, Zoé Chatzidakis, Ciro Ciliberto, Gianni Dal Maso, Jan Denef, Francois Loeser, Barbara Fantechi, Alexander Goncharov, Alexander Grigorjan, Michael Harris, Renato Itturiaga, Konstantin Khanin, Kurt Johansson, Pekka Koskela, Nicholas Manton, Bernard Piette, Ieke Moerdijk, Eric Opdam, Thomas Peternell, Alexander Reznikov, Bernhard Schmidt, Klaus Schmidt, Bálint Tóth, Erik van den Ban, Henrik Schlichtkrull

## 2004 Stockholm
Giovanni Alberti (Université de Pise), Stefano Bianchini (Institut Picone Rome), Denis Auroux, François Bouchut (ENS), Brian Bowditch, Ehud Friedgut (Université hébraïque de Jérusalem), Patrick Gérard (Université Paris-Sud), Alice Guionnet, Stefan Helmke (Université de Kyoto), Helge Holden, Rupert Klein (FU Berlin), Jan Krajicek (Académie des sciences de Prague), Daan Krammer (Université de Warwick), Elon Lindenstrauss, Tomasz Luczak (Université de Poznań), Terry Lyons, Pascal Massart (Université de Lyon), Preda Mihailescu, Mircea Mustata (Clay Institute Cambridge), Kieran O'Grady (Université de Rome La Sapienza), Grigori Olshanski (Institut pour les problèmes de transmission de l' information Moscou), Michele Parrinello, Imre Ruzsa, Yehuda Shalom (Université de Tel Aviv), Mariya Shcherbina (Institut pour basse température physique Kharkiv), Stanislav Smirnov, Mikhail Sodin (Université de Tel Aviv), Xavier Tolsa, Anna-Karin Tornberg (TU Stockholm, Institut Courant de New York), Vilmos Totik (Universit t Szeged, Université de Floride du Sud), Michael White (Université d'Aberdeen), Wendelin Werner, Umberto Zannier

## 2008 Amsterdam
Nalini Anantharaman, Artur Avila, Christoph Böhm (Université de Münster), Annalisa Buffa, José A. Carillo (Université de Barcelone), Nils Dencker, Bas Edixhoven, Manfred Einsiedler, Laszlo Erdös, Nicola Fusco, Søren Galatius, Dimitry Kaledin (Steklow Institute Moscou), Nikita Karpenko (Université Paris VI), Arno Kuijlaars (Université catholique de Louvain), Miklós Laczkovich, Michel Ledoux (Université de Toulouse), Wolfgang Lück, Yvan Martel (Université de Versailles), Sergei Merkulov, Ralf Meyer (Université de Göttingen), Oleg Musin (Université Lomonosov), Nikolaï Nadirashvili (CNRS, Marseille), Jaroslav Nesetril, Yuval Peres, Laure Saint-Raymond, Halil Mete Soner (Mete Soner, Université d'Istanbul), Christoph Schweigert, Balázs Szegedy (Université de Toronto), Constantin Teleman, Ana Vargas (Université autonome de Madrid), Frank Wagner (mathématicien) (Université de Lyon), Reinhard F. Werner (TU Braunschweig), Andreas Winter (Université de Bristol), Ragnar Winther (Université d'Oslo), Stanislaw Woronowicz (Université de Varsovie)

## 2012 Cracovie
Anton Alekseev (Université de Genève), Kari Astala, Jean Bertoin (Université de Paris VI), Serge Cantat (ENS), Vicent Caselles (Université de Pompeu Fabra, Espagne), Alessandra Celletti (Mathématicienne) (Université de Rome, Tor Vergata), Pierre Colmez, Alessio Corti, Amadeu Delshams (Catalan Polytechnic University), Hélène Esnault, Alexander Gaifullin (Moscow State University, Steklow Institute), Isabelle Gallagher, Olle Häggström (Gothenburg University of Technology), Martin Hairer, Nicholas J.Higham (Manchester University), Arieh Iserles (Cambridge), Alexander Kechris, Bernhard Keller (mathématicien), Sławomir Kołodziej (université de Cracovie), Gady Kozma, Frank Merle, Andrey E. Mironov (Sobolew Institute Moscou), Daniel Nualart (Université du Kansas), Alexander Olevskii (Université de Tel Aviv), Leonid Parnovski (University College London), Florian Pop, Zeev Rudnick, Benjamin Schlein (Université de Bonn), Piotr Śniady (université de Wrocław), Andrew Stuart (mathématicien) (Université de Warwick), Vladimír Šverák, Stevo Todorčević.

## 2016 Berlin
Spiros Argyros (Université nationale d'Athènes), Anton Baranov (Université d'État de Saint-Pétersbourg), Nicolas Bergeron (Université Paris VI), Bo Berndtsson (Université de technologie de Göteborg), Christian Bonatti, Pierre-Emmanuel Caprace, Dmitry Chelkak, Amin Coja-Oghlan (Université de Francfort), Sergio Conti (Université de Bonn), Massimo Fornasier (TU Munich), Christophe Garban (Université de Lyon), Moti Gitik, Leonor Godinho, Peter Keevash, Radha Kessar (Université de Londres), Kaisa Matomäki, Bertrand Maury, James Maynard, Sylvie Méléard (École polytechnique), Halil Mete Soner (ETH Zurich), Roman Mikhailov (Steklow Institute Moscow), Giuseppe Mingione, Fabio Nobile (EPFL Lausanne), Joaquim Ortega-Cerda (University of Barcelona), Gábor Pete (Alfred Renyi Institute Budapest), Tristan Rivière, Elisabetta Rocca (Université de Pavie), Silvia Sabatini (Université de Cologne), Giuseppe Savaré (Université de Pavie), Nikolay Tzvetkov, Stefaan Vaes, Anna Wienhard (Université de Heidelberg), Geordie Williamson.

## 2020/2021 Portoroz
Andrej Bauer (Université Ljubljana), Yves Benoist (CNRS, Université Paris-Saclay), Robert Berman (Chalmers University of Technology), Martin Burger (Friedrich-Alexander University Erlangen-Nürnberg), Albert Cohen (Sorbonne), Marius Crainic (Université Utrecht), Mirjam Dür (Université Augsburg), Alexander Efimov (Steklow-Institut Moskau), Alison Etheridge (Université Oxford), Rupert Frank (Université Louis-et-Maximilien de Munich), Aleksey Kostenko (Université Vienne, Université Ljubljana), Emmanuel Kowalski (EPFZ), Daniel Kressner (EPFL), Daniela Kühn (University of Birmingham), Eugenia Malinnikova (Norwegian University of Science and Technology), Domenico Marinucci (Université de Rome « Tor Vergata »), Eva Miranda (Polytechnikum Barcelona, Observatoire de Paris), Richard Nickl (Université Cambridge), Burak Özbağcı (Université Koç), Ilaria Perugia (Université Vienne), Gabriel Peyré (CNRS, École Normale Supérieure de Paris), Yuri Prokhorov (Institut Steklov), Alexander Razborov (University of Chicago, Institut Steklov), Aner Shalev (Université hébraïque), László Székelyhidi (Université Leipzig), Špela Špenko (Université libre de Bruxelles), Anna-Karin Tornberg (Institut royal de technologie), Lloyd N. Trefethen (Université Oxford), Maryna Viazovska j(EPFL), Stuart White (Université Oxford)

## 2024 Séville
Paola Antonietti (Politecnico di Milano), Shiri Artstein-Avidan (Tel Aviv University), David Aspero (Université d'East Anglia), 
Balázs Bárány (Université polytechnique et économique de Budapest), Roland Bauerschmidt (Université de Cambridge), Dorin Bucur (Université de Savoie), Lev Buhovsky (Tel Aviv University), Angel Castro (Instituto de Ciencias Matemáticas – ICMAT), 
Vida Dujmovic (Université d'Ottawa), 
Giovanni Forni (Université du Maryland), Nikos Frantzikinakis (Université de Crète), 
Adam Harper (Université de Warwick), David Hernandez (Université Paris-Cité), Barbara Kaltenbacher (Université de Klagenfurt), Matti Lassas (Université d'Helsinki), Ursula Ludwig (Université de Münster), Michael Magee (Université de Durham), Svitlana Mayboroda (ETH Zürich et Université du Minnesota), Anton Mellit (Université de Vienne), Pablo Mira (Universidad Politécnica de Cartagena), James Newton (Université d'Oxford), Steve Oudot (INRIA et École Polytechnique), 
Stefanie Petermichl (Université de Wurtzbourg), David Pérez-García (Université complutense de Madrid), Pavel Pudlak (Institut de mathématiques Académie tchèque des sciences), 
Mario Salvetti (Université de Pise), Ralf Schindler (Université de Münster), Saul Schleimer (Université de Warwick), Stefan Schwede (Université de Bonn), Alessandro Sisto (Université Heriot-Watt), 
Yilin Wang (Institut des hautes études scientifiques IHES), Michael Wemyss (Université de Glasgow), David Wood (Université Monash)